# Bédouès
Bédouès är en kommun i departementet Lozère i regionen Occitanien i södra Frankrike. Kommunen ligger i kantonen Florac som tillhör arrondissementet Florac. År 2017 hade Bédouès 281 invånare.

## Befolkningsutveckling
Antalet invånare i kommunen Bédouès
| Referens: INSEE |